# Taťjana Šelechovová
Taťjana Šelechovová (rusky Татьяна Шелехова, ukrajinsky Тетяна Шелехова, Tetjana Šelechova; * 4. dubna 1946), rozená Rastopšinová (rusky Растопшина), je bývalá ukrajinská a sovětská rychlobruslařka.
V roce 1965 poprvé startovala na Mistrovství světa a obsadila zde devátou příčku. Roku 1970 se zúčastnila premiérového Mistrovství Evropy, kde se umístila na desátém místě. Z MS 1973 si přivezla stříbrnou medaili, o rok později získala na evropském šampionátu bronz. Startovala na Zimních olympijských hrách 1976 (1000 m – 15. místo, 3000 m – 14. místo), poté ukončila svoji sportovní kariéru.